# Dictyoleon nervosus
Dictyoleon nervosus är en insektsart som beskrevs av Peter Esben-Petersen 1923.
Dictyoleon nervosus ingår i släktet Dictyoleon och familjen myrlejonsländor. Inga underarter finns listade i Catalogue of Life.